# ماكسيم تريتياك
ماكسيم تريتياك (بالأوكرانية: Третяк Максим Володимирович)‏ (مواليد 5 نوفمبر 1984) هو ملاكم أوكراني، مثّل بلاده في الألعاب الأولمبية الصيفية 2004.

## روابط خارجية
ماكسيم تريتياك على موقع أوليمبيديا (الإنجليزية)